# NGC 2604
NGC 2604 est une galaxie spirale barrée située dans la constellation du Cancer. NGC 2604 a été découverte par l'astronome germano-britannique William Herschel en 1785.

## Caractéristiques
Sa vitesse par rapport au fond diffus cosmologique est de 2 306 ± 16 km/s, ce qui correspond à une distance de Hubble de 34,0 ± 2,4 Mpc (∼111 millions d'al).
La classe de luminosité de NGC 2604 est III-IV et elle présente une large raie HI. Elle renferme également des régions d'hydrogène ionisé. De plus, NGC 2604 est une galaxie à sursaut de formation d'étoiles et elle renferme des étoiles de type Wolf-Rayet.
- Note: la galaxie PGC 24004 située à  proximité de NGC 2604 est parfois désignée comme étant NGC 2604B[2], mais elle ne fait pas partie du New General Catalog de John Dreyer.

## Supernova
La supernova 2002ce a été découverte dans NGC 2604 le 10 avril 2002 par l'astronome amateur britannique Ron Arbour. Cette supernova était de type II.